# Normanby (Nowa Zelandia)
Normanby – miasto w Nowej Zelandii, na Wyspie Północnej, w regionie Taranaki.